# Дике Поле

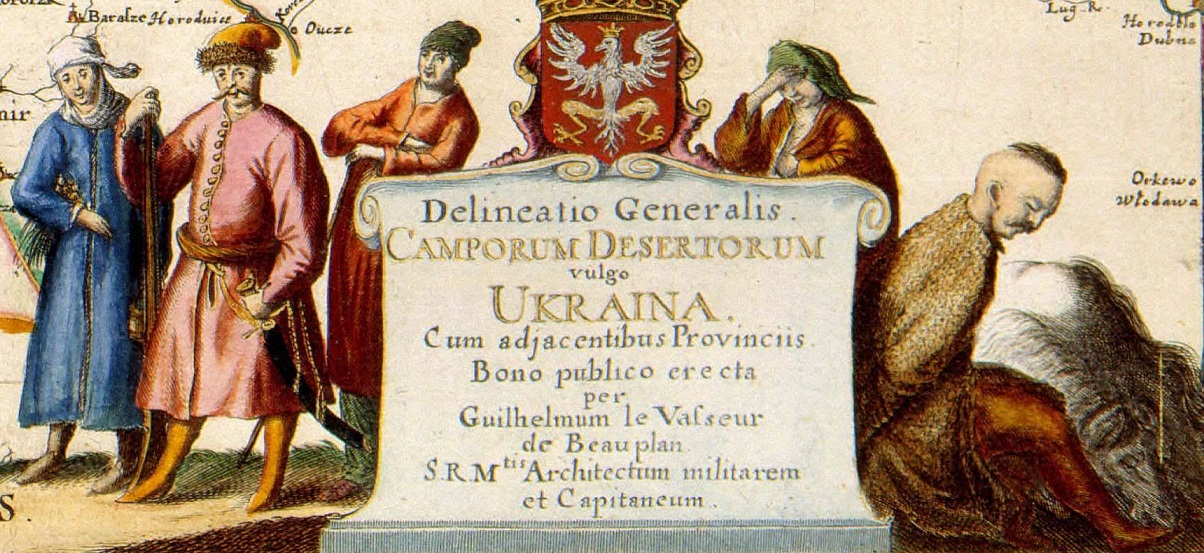
«Camporum Desertorum» — спустошені поля

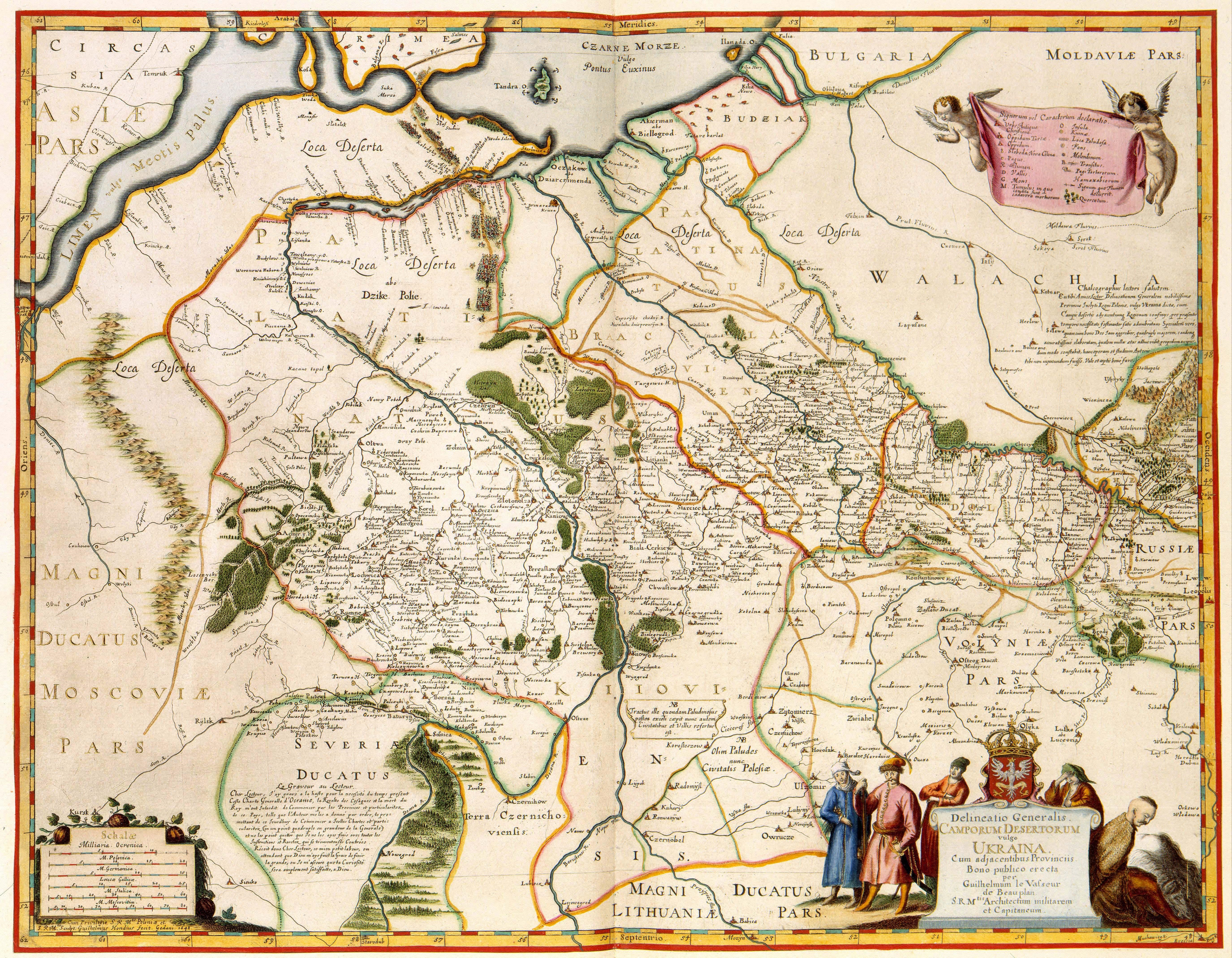
Степ або Дике Поле на мапі Боплана, 1648

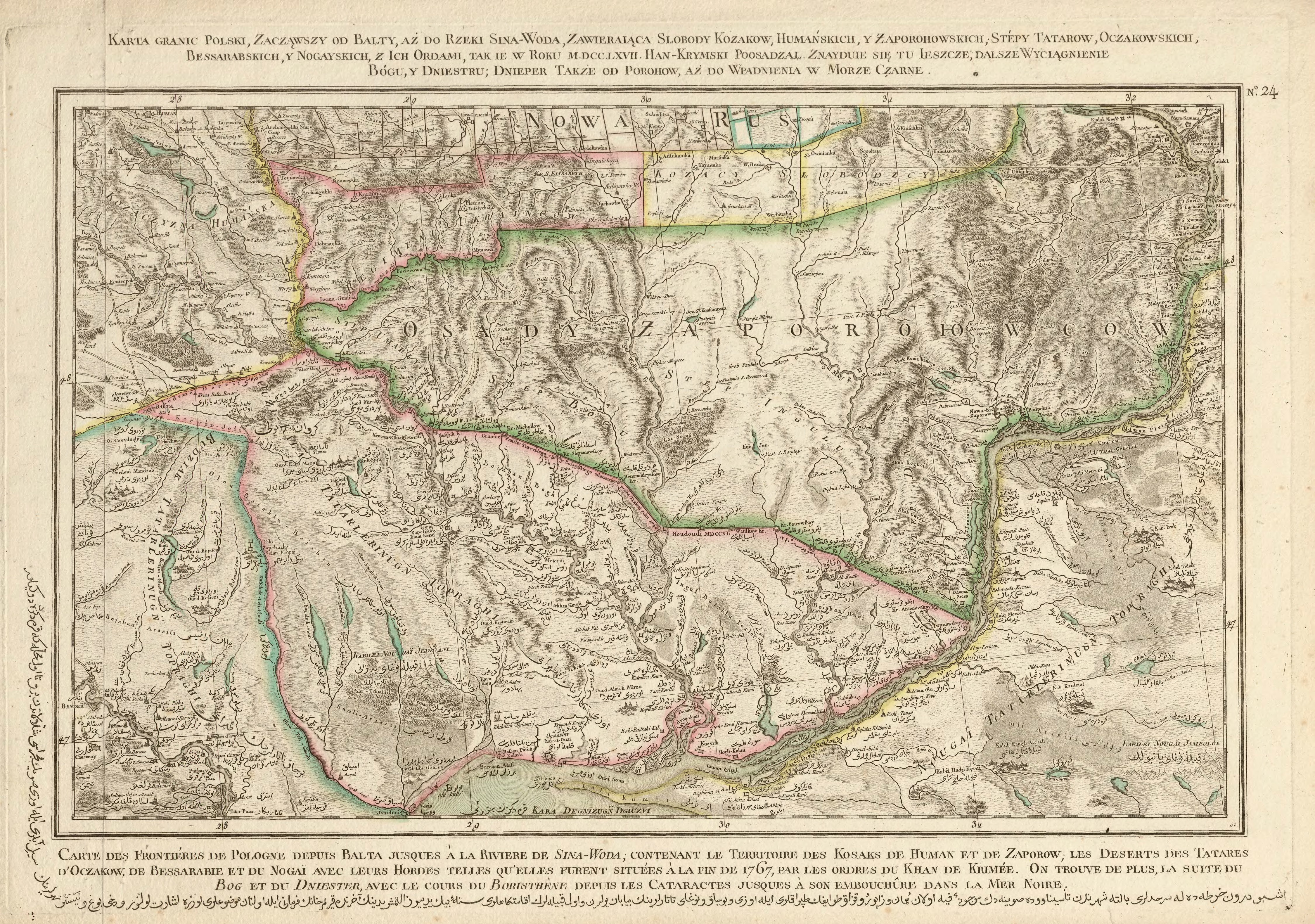
Мапа, 1772

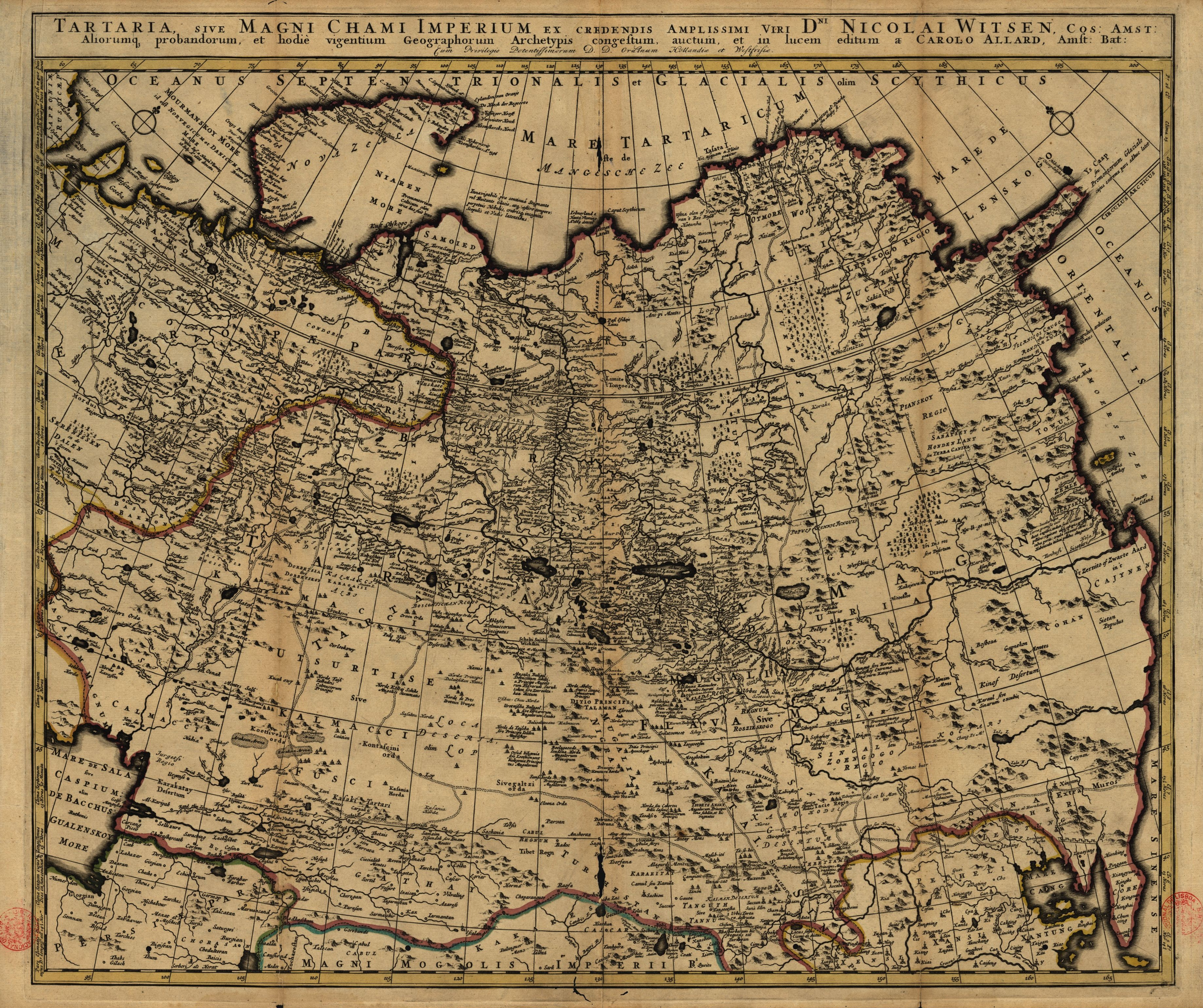
У 1705 амстердамський міський голова Ніколаас Вітсен опублікував мапу Тартарії, або Татарії (Земля тартарів), Дикого Поля в широкому розумінні

48°48′23″ пн. ш. 40°15′50″ сх. д. / 48.8063858° пн. ш. 40.263965° сх. д.
Ди́ке По́ле (лат. Loca deserta, пол. Dzikie Pola) — традиційна назва чорноморських степів у XVI—XVII століттях. У вузькому розумінні — історична назва нерозмежованих і слабо заселених причорноморських степів між середньою і нижньою течією Дністра на заході, нижньою течією Дону і Сіверським Дінцем на сході, від лівої притоки Дніпра — Самари і верхів'їв приток Південного Бугу — Синюхи та Інгулу на півночі, до Чорного і Азовського морів та Криму на півдні.[джерело не вказане 2483 дні]
У широкому розумінні — назва всього Великого Євразійського Степу, який також називали Великою Скіфією в часи античності чи Великою Тартарією в часи середньовіччя у європейських і Дешт-і-Кипчак у східних (переважно перських) джерелах.[джерело не вказане 2483 дні]

## Історичні аспекти
Зі стародавніх часів у Дикому Полі панував кочовий спосіб життя і осіле життя (цивілізація) установлювалось з великими проблемами. Серед племен, які населяли Дике Поле — скіфи, сармати, гуни, половці, поляни (жителі Поля, полів), хазари. Все життя Дикого Поля це взаємодія і боротьба між кочовим і осілим способом життя — сармати, скіфи, гуни, хазари, болгари і греки. На зміну Великої Хазарії прийшла Київська Русь, на зміну Київській Русі — Монгольська імперія, на зміну їй — Велике князівство Литовське, потім — Річ Посполита та Російська імперія, в часи якої кочове життя на цих теренах в стародавньому варіанті припинило своє існування. Але очевидно, що в нашу епоху кочове життя продовжує своє існування в нових формах (нео-кочівники), і землі колишнього Дикого Поля дають для цього чудову нагоду.
В найширшому розумінні ще в часи середньовіччя постійно обговорювалася проблема взаємовідносин поля (степової сільської і кочівної культури) і города (міської культури). Значна частина населення України аж до XX століття мешкала переважно у сільській місцевості і в цьому розумінні теж являли собою людей поля, що проявлялась в особливостях психології (напр. в порівнянні з жителями міської Північно-Східної Русі, Західної України, Польщі і Литви).
У XVI—XVII століттях уряд Польсько-Литовської держави Диким Полем вважав українські землі, що розташовувалися на схід і південь від Білої Церкви, і роздавав їх магнатам і шляхті у приватну власність як незаселені, хоча там проживало українське населення.
Степи Дикого Поля були придатними для розвитку землеробства, скотарства та промислів, що спричиняло колонізацію їх ще в добу Київської держави. Перешкоджали цьому набіги степових кочівників, що хвилями прокочувалися по цих землях від найдавніших часів (кімерійці, скіфи, сармати, гуни, авари, хозари, печеніги, половці, монголо-татари та ін.).
Особливо сприятливими для заселення українцями Дике Поле стало у XIV—XV століттях, коли ці землі ввійшли до складу Великого князівства Литовського. Під впливом небезпеки від нападів кримських татар, що зростала тут у XV столітті сформувалося українське козацтво.
Наприкінці XVIII століття назва «Дике Поле» перестала вживатися.
Завдяки своєму розташуванню цей регіон здавна належав до числа залюднених. Однак від початку I тисячоліття до н. е. до середини II тисячоліття н. е. він став ареною напруженої боротьби осілих землеробських племен і степових кочівників. Серед них останніми були монголо-татари. Після їх спустошень за причорноморськими степами на тривалий час закріпилася назва «Дике поле».
Зі сходу «Дике поле» обмежовується державним кордоном з Російською імперією, на півночі — Сіверським Дінцем, Оріллю та Тясьмином, а на заході — Синюхою і Кодимою (притоками Південного Бугу), державним кордоном з Молдовою. Не входить до неї Крим, який разом з прилеглими територіями Приазов'я і Причорномор'я до 1783 р. складав окреме політичне об'єднання — Кримське ханство.
На території Дикого Поля розташовані сучасні Дніпропетровська, Донецька, Запорізька, Кіровоградська, Луганська, Миколаївська, Одеська, Полтавська, Харківська та Херсонська області України.
Нині Степова Україна — важливий промислово-аграрний регіон України. Тут зосереджена більшість підприємств гірничодобувної, металургійної, машинобудівної та хімічної промисловості. На нього припадає понад 40 % посівних площ, на яких у 1990 році було вироблено понад 34 % валової продукції сільського господарства. На цій території розташована більшість міст України, людність яких перевищила мільйон чоловік, а загальна чисельність населення краю становить понад 40 % усіх громадян держави.

## Геологія, археологія ареалу
Донбас — це частина легендарного Дикого Поля. Саме тут міститься унікальна пам’ятка української та світової археології — Амвросіївська стоянка пізньопалеолітичних мисливців на бізонів, яка єдина збереглася у світі в задовільному стані. Тут-таки славнозвісні Передерієва могила, Чорна Крєпінка, Мергелева гряда, яку ще називають «українським Стоунхенджем».

## Дике Поле на географічних картах
1620 року Ісаак Масса видав мапу «Russiae, vulgo Moscovia. Pars Australis. Auctore Isaaco Massa» (укр. «Росія, в просторіччі Московія»). Видавець карти — Віллем Янсзон Блау (Амстердам). На мапі міститься назва «OCRAINA», на південь від якої розташоване Dikoia Pole (укр. Дике Поле). Так з легкої руки Ісаака Масси до європейської науки увійшла українська назва південних придніпровських степів «Дике поле», яку на картах почали позначати як «Dikoia Pole». На мапі Масси ми бачимо московську «Окраїну», яка не має жодного відношення до подальшої «України». «Окраїна» поміщена у верхів'ї Оки, Дону (Рязанщина).
1633 року Ісаак Масса видав мапу «Novissima Russiae Tabula. Authore Isaaco Massa». Мапа була опублікована в «Доповненнях до Атласу Меркатора». На мапі південна Московщина показана як Ocraina, на південь від якої знаходиться Dikoia Pole (Дике поле).. Мапа Ісака Масси «Novissima Russia tabula» нагадує карту Г. Геррітса, видану у 1613 році (обидва автори в різний час користувалися одним і тим же джерелом). 1640 року, в Амстердамі, карту видав голландський картограф та гравер Генріх Гондіус (картограф) (Henricvs Hondivs; 1573—1650)..
1648 року на основі карти «Tabula Geographica Ukrainska» (1639 р.) Г. Боплан видав «Загальну карту України». Повна назва — «Delineatio Generalis Camporum Desertorum vulgo Ukraina. Cum adjacentibus Provinciis» (Зукр. Загальний план Диких полів, простіше кажучи Україна. З суміжними провінціями)..
1655 року Нікола Сансон у Парижі видав мапу «Estats De La Couronne De Pologne ou sont les Royaume de Pologne, Duches et Provinces De Prusse, Cuiave, Mazovie, Russie Noire &c Duches De Lithuanie, Volynie Podolie &c. De L'Ukraine &c … 1655» (укр. Держави Корони Польської або Королівство Польське, князівства та провінції Пруссія, Куява, Мазовія, Чорна Русь та князівства Литовські, Волинь Подільські…). Мапа вирізняється деталізацією. Створена вона на основі карт Боплана. На мапі зазначено назву Ukraine (Україна). Назва Ukraine накладається на назву Volynie, охоплює Правобережну та Лівобережну Україну, від Києва до гирла Дніпра (Чорного моря). На карті топонім Dikia Pole (Дике Поле) міститься на лівобережжі Сіверського Дінця..
1679 року Ніколас Вісхер старший (Nicolaes Visscher I; 1618–1679), голландський картограф, син Клааса Янсзона Вісхера, видав карту «Tabula nova totius REGNI POLONIÆ. in quo sunt Ducatus et Provinciae Prussia, Cujavia, Mazovia, Russia Nigra, &c. DUCATUS LITHUANIA, UKRANIA, &c. in qua Volhynia, et Podolia. cum suis Palatinatibus ac Confinys». Мапа була надрукована в Амстердамі. Це мідна гравюра в чотирьох по-різному забарвлених версіях. Гравюри зроблені з «Карти Королівства Польського» Ніколя Сансона (видання 1655 р.). На мапі зазначено назву Ukraine (Україна) саме так, як її використовував Боплан та Сансон. Назва «Ukraine» накладається на назву «Volynie», охоплює Правобережну та Лівобережну Україну, від Києва до гирла Дніпра (Чорного моря). На карті топонім Dikia Pole (Дике Поле) міститься на лівобережжі Сіверського Дінця..

Typus Generalis Ukrainae sive Palatinatuum Podoliae, Kioviensis et Braczlaviensis terras nova delineatione exhibens, 1681

1681 року видана Мозесом Піттом в складі «Англійського Атласу» (про що свідчить римське позначення XII у верхньому лівому куті), яка є перевиданням карти Яна Янсона, що в свою чергу була складена на основі «Генеральної» та «Спеціальної карти України» Боплана. В порівнянні до карти Боплана в ній лише частково змінено пропорції та додано згадки про Лоєвську (1649 р.) і Берестецьку битви (1651 р.). Карта вказує на територію України виокремлену Зборівським договором (1649 р.), і яка була підконтрольною Війську Запорозькому, Гетьманщині (в межах Київського, Чернігівського і Брацлавського воєводств). Карта загалом повторює весь обшир інформації, що її роками збирав і описував Боплан. Крім великої кількості географічних назв, вона містить безліч історичних посилань на відомі битви поряд з такими несподіваними речами, як місце козацької скарбниці (Scabnica woyskowa Kosasky). Тут теж позначено всі пороги та більшість островів Дніпра, три Великі татарські переправи через Дніпро (Wielka Przeprawa Tatarska). Рівень граверної роботи Ґерарда Вальке, що гравірував цю карту, дещо нижчий за рівень Вільяма Гондія, який працював з Бопланом. Одна з перших друкованих мап з назвою «Україна».
1745 року Гійом Деліль. Карта — «Nova et Accurata Regni Hungariae Tabula, ad Usum Serenissimi Burgundiae Ducis Le royaume de Hongrie et des pays qui en dependoient autrefois Dressée sur un grand nombre de memoires et Cartes manuscrites ou imprimées Rectifiez par les observations du c.te Marsilii et quelques autres / Par Guillaume De l’Isle geographe, de l’Academie Royale des Sciences Chez I. Covens et C. Mortier» (Мапа нової Угорщини). Середня Наддніпрянщина (Правобережна та Лівобережна) позначена як Ukraine (Україна), південніше — напис Dzyke Pole (Дике поле). В межах Руського воєводства виділено Pokucie (Покуття)..
1720 року Матеус Зойтер. Карта — «Poloniae Regnum ut et Magni Ducatus Lithuaniae Accuratiss. Delineatione Reprasentat. Opera et studio Matth. Seutteri, Chalc. August» (Польське королівство й Велике князівство Литовське). На карті детально показана територія України від Полтави (Pultawa) до Львова (Lemberg). Україну (Ukrania) на карті утворює Волинь разом з Поділлям.  Назва Ukrainia частково накладається на назву «Russia Rubra». Південніше Ukrania — напис COSACKIRA. Написи Ukrainia, Russia Rubra та COSACKIRA позначені на мапі шрифтом великого розміру, що свідчить про увагу автора до цих територій.  Південь України — Dzike Polie (Дике поле). Волинь (Volhynia) на даній карті складається з двох регіонів: Volhynia Superior (Верхня Волинь) та Volhynia Inferior (Низова Волинь). На північному сході Україна межує з Московією (Moscoviae)..

## Історико-економічна хронологія розвитку

### XIII–XVI
Монголо-татарські завоювання у Східній і Центральній Європі призвели до великих як політичних, так і демографічних змін. Під натиском військ Батия значна частина населення із степової і лісостепової зони відійшла у більш захищені місця Карпат і Полісся, що призвело до знелюднення не лише Північного Причорномор'я, але й південноруських князівств, включених до складу Золотої Орди.
Нечисленне татарське населення та асимільовані ним рештки половців переважно зосереджувались у приморських районах. Тому знелюдніла значна частина степів становила своєрідну санітарну зону між християнським і мусульманським світом. Здебільшого татари використовували її для полювання й випасу худоби, особливо в посушливі роки. Населення руських прикордонних князівств — для різних промислів поза межами своїх князівств.
Ослаблені феодальними міжусобицями, напруженою боротьбою з монголо-татарськими завойовниками давньоруські землі з XIV століття стали об'єктом експансіоністських устремлінь правителів Литви та Польщі. На кінець XIV століття більша частина земель сучасної України опинилася у складі Великого князівства Литовського.
Литовські князі, зміцнюючи південні рубежі своєї держави, зводили в Подністров'ї та в Подніпров'ї на узбережжі Чорного моря, укріплені замки, влаштовували в них гарнізони. Це сприяло переселенню до степової зони здебільшого української людності. Однак цей процес виявився досить короткотривалим. Уже наприкінці XV століття під натиском турецько-татарської експансії Литва втрачає свої позиції в Причорномор'ї. У 1482 році кримський хан Менглі-Гірей з великими військами під час походу на Київ спустошив значну частину поселень Степової України. Після цього походу мали місце ряд інших набігів кримських орд в різні райони України, під ударами яких українська людність змушена була відходити у більш захищені місця. Тому за Північним Причорномор'ям закріпилася назва «Дике поле», а в російській документації — «Поле».

### XVI–XVII

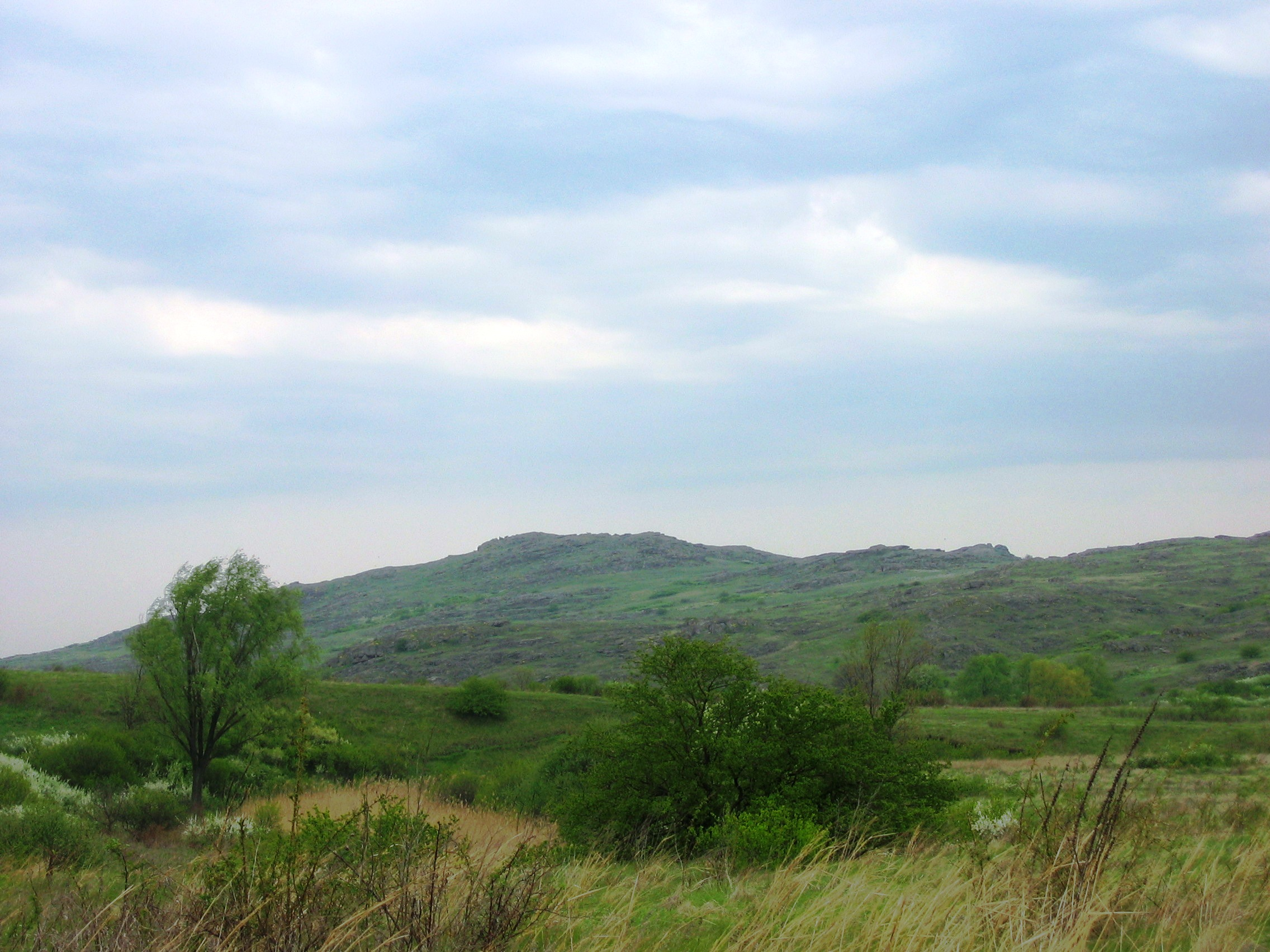
Степова Україна (Кам'яні Могили)

Для боротьби з експансіоністськими устремліннями турецько-татарських феодалів польсько-литовські магнати на правобережжі Дніпра з кінця XIV століття будують нові замки, а для їх оборони із своїх підданих формують козацькі загони, звільняючи козаків від селянських повинностей. Наступ польсько-литовських феодалів на українські землі та закріпачення селян спричинили масові втечі селян від своїх панів на околиці й поступове освоєння незаселених районів.
Важливу роль в проникненні української людності в причорноморські степи відігравала Запорізька Січ. Збудована за дніпровськими порогами Січ з другої половини XVI століття стала не тільки центром низового козацтва, але й форпостом народної колонізації причорноморських степів. На Запорожжі шукали притулку люди виштовхнуті з насиджених місць як соціальним, так і національним гнобленням. Тут вони ставали не тільки воїнами — охоронцями своєї землі, але й освоювачами природних багатств краю.
Після невдач у Визвольній війні й повернення польських феодалів на Волинь, Поділля й Правобережну Україну міграційні процеси в Україні посилились. Розпочався масовий перехід української людності на Лівобережжя і в степову зону. Завдяки цьому активно освоювалося межиріччя Дніпра і Дону. Це дозволило царському урядові приступити до реалізації висунутих ще у 40-х роки XVII століття планів побудови в цьому районі укріплених поселень — форпостів російської урядової колонізації у східній частині запорозьких вольностей (Маяк, Соляний-Тор, Городок — у Подонців'ї, Богородицьк та Сергіївськ — в Подніпров'ї), що ще більше активізувало освоєння степової частини лівобережжя Дніпра.

### XVIII
Однак репресії царських військ проти булавінців, розгром Старої Січі та перехід запорожців у межі Кримського ханства і, нарешті, перенесення кордонів Росії з узбережжя Азовського моря в межиріччя Орелі й Самари після невдач Петра І при Пруті, не тільки на тривалий час загальмували заселення краю, але й призвели до скорочення чисельності його населення.
Тільки з кінця 20-х — початку 30-х роках XVIII століття починається подальше заселення степів, обумовлене стихійним переходом на південь українців, організованим переселенням царським урядом державних селян, поверненням запорожців на старі місця, а також поселенням на півдні вихідців із сусідніх держав. Значний вплив на цей процес мало перенесення російсько-турецького кордону після війни 1735–1739 років з межиріччя Орелі й Самари на узбережжя Азовського моря.
З метою прискорення заселення краю та зміцнення своїх позицій Причорномор'ї царський уряд вдався у 50-х роках до поселення тут іноземних військовослужбовців (сербів, хорватів, македонян, молдаван і ін.), які погодилися перейти на військову службу до Росії й поселитися на її околицях, а також росіян-старовірів, що жили в Речі Посполитій та Туреччині. З іноземних військовослужбовців він вирішив сформувати два військово-землеробських поселення (Нову Сербію та Слов'яносербію) і розмістити їх на флангах збудованої у 1731—1735 роках Української лінії, щоб таким чином прикрити південні кордони та посилити тиск на Запорожжя. Оскільки необхідної кількості іноземців для укомплектування 4 полків не набралось, царський уряд дозволив зачисляти до них і місцевих жителів та переселенців з інших регіонів України і сусідніх держав, за винятком поміщицьких селян, які прожили за своїми володільцями більше 10 років.
Однак масова урядова колонізація регіону розгорнулася тільки після ліквідації Запорозької Січі. У 1776–1782 роках в межах створених на запорозьких землях Азовської і Новоросійської губерній було засновано 569 поселень, у тому числі 488 на землях, що належали кошу. Серед них 478 — складали приватновласницькі.
На початку 1784 року у Катеринославському намісництві, до якого ввійшли Азовська і Новоросійська губернії, нараховувалось 2209 поселень, в тому числі 45 міських, в яких мешкало 708190 осіб. Серед них українці становили 73,77 %, з них: росіяни — 12,23, молдавани і румуни — 6,22, греки — 3,47, вірмени — 2,62, а на решту (представників більше 30 етнічних груп) припадало лише 1,69 %. Отже, основний тягар освоєння регіону на початковому етапі випав на долю українців. До кінця XVIII століття чисельність населення в регіоні досягла майже 1 млн осіб, але частка українців впала до 64,76 %.
Завдяки наполегливій праці цього багатоетнічного населення освоювались різні види природних ресурсів краю. Найголовнішим з них була земля. З понад 14,5 млн десятин землі близько 60 % до кінця XVIII ст. було відведено під ріллю, що свідчить про значні досягнення населення в землеробстві. Важливу роль продовжувало відігравати скотарство. Найбільше розводили великої рогатої худоби, коней і овець.
Розвиток сільського господарства стимулював заведення підприємств по переробці сільськогосподарської продукції. На початку 90-х років XVIII століття тут діяло близько 3 тис. різних типів млинів, декотрі з яких мали понад 10 каменів для помелу зерна, виготовлення круп і т. д. Діяло в регіоні 113 ґуралень і 56 різного типу підприємств, у тому числі два цукрових заводи, що переробляли привізну цукрову тростину.
Велику роль в освоєнні природних ресурсів відіграли Торські і Бахмутські соляні промисли, що забезпечували не тільки Слобожанщину й частково Лівобережну Україну, але й південно-західні повіти Росії сіллю. З їх роботою тісно пов'язані пошуки кам'яного вугілля, залізних руд, що поклало початок розвитку вугледобувної та металургійної промисловості нинішнього Донбасу.
Багатогалузеве господарство краю спонукало населення до обміну результатами праці, розвитку торгівлі, тим більше що з давніх часів через нього пролягали важливі шляхи, які з'єднували регіон з країнами Європи та Азії й іншими українськими землями. Найпоширенішим товаром, що доставлявся з Причорномор'я на ринки України та сусідніх держав, була риба і продукти з неї. Поруч з рибою до інших регіонів доставлялась сіль як самосадкова з приморських лиманів, так і кухонна з Торських та Бахмутських промислів. У центральні райони Росії та в інші країни, крім риби, доставлялась продукція тваринництва. Наприкінці XVIII ст. все більшого розвитку стала набувати поруч з ярмарковою стаціонарна торгівля. У великих містах працювали десятки крамниць, в яких можна було придбати не лише місцеві товари, але й привізні, в тому числі заморські фрукти, вина, не кажучи про широкий вибір ремісничих виробів.
Перелічені фактори стимулювали розвиток міст краю, які протягом другої половини XVIII століття з військово-оборонних центрів переростають в осередки ремесла і торгівлі. Особливо це стосується таких «перезаснованих» міст, як Вітовці — Миколаїв, Біліховичи — Херсон та Гаджибея — Одеси, які за короткий час перетворилися на великі промислові та торговельні центри регіону.